# Bombardování MOVE
Bombardování MOVE odkazuje na incident z 13. května 1985 ve Filadelfii v Pensylvánii ve Spojených státech, kdy policejní oddělení ve Filadelfii bombardovalo obytný dům obsazený militantní černošskou anarchoprimitivistickou skupinou MOVE. Hasiči po patové situaci a přestřelce nechali následný oheň rozhořet mimo kontrolu. Nakonec shořelo 61 domů ve dvou městských blocích. Federální soud posléze konstatoval, že město užilo nepřiměřenou sílu a porušilo ústavní právo na ochranu před neoprávněným prohledáním a zabavením majetku.

## Pozadí
V roce 1981 se MOVE přestěhoval do řadového domu na 6221 Osage Avenue v oblasti Cobbs Creek v západní Filadelfii. Sousedé si městu několik let stěžovali na odpadky kolem budovy, konfrontace se sousedy a z megafonu vyhlašovaná politická oznámení. V období tří týdnů před policejním útokem byl nicméně megafon nefunkční.
Policie pak v roce 1985 získala zatykače na čtyři členy MOVE ze zločinů zahrnujících porušení podmínky, pohrdání soudem, nedovoleného držení střelných zbraní a teroristických výhrůžek. Starosta Wilson Goode a policejní komisař Gregore J. Sambor klasifikovali MOVE jako teroristickou organizaci. Policie před akcí evakuovala obyvatele okolní oblasti a oznámila jim, že se budou moci vrátit do svých domovů po 24 hodinách.

## Incident
V pondělí 13. května 1985 dorazilo k budově téměř 500 vyzbrojených policistů společně s městským manažerem Leem Brooksem. Pokusili se vyklidit budovu a zatknout členy skupiny, na které byly vydány zatykače. Byl uzavřen přívod vody a elektřiny. Komisař Sambor přečetl dlouhý projev adresovaný členům MOVE. Když členové MOVE nezareagovali, policie se rozhodla násilně vyvést lidi, kteří zůstali v domě, což bylo sedm dospělých a šest dětí.
Došlo k ozbrojenému střetu s policií, která na budovu začala házet kanystry se slzným plynem. Členové MOVE na ně stříleli a následovala přestřelka poloautomatickými a automatickými palnými zbraněmi. Policie použila více než 10 000 nábojů, než komisař Sambor nařídil bombardování budovy. Z policejní helikoptéry poručík Frank Powell vydhodil dvě jednolibrové (0,5 kg) bomby (policií označované jako „entry devices – zařízení k zajištění přistupu“) z náhražky dynamitu Tovex, kterou dodalo FBI. Cílem byla opevněná bouda na střeše domu fungující jako bunkr.
Následný požár zabil 11 lidí v domě, šest dospělých a pět dětí. Jména zabitých při požáru jsou následující: John Africa, Rhonda Africa, Theresa Africa, Frank Africa, Conrad Africa, Tree Africa, Delisha Africa, Netta Africa, Little Phil Africa, Tomaso Africa a Raymond Africa. Oheň se následně rozšířil a nakonec zničil přibližně 65 okolních domů. Poté, co vypukl požár, bylo přítomným hasičům přikázáno nezasahovat a stříkačky připravené pro zásah proti ohni byla zapnuty až hodinu a půl po svržení bomby. Starosta Goode u soudu v roce 1996 vypověděl, že nařídil oheň nehasit, dokud nebude bunkr na střeše vypálen. Komisař Sambor potvrdil, že dostal tento rozkaz, ale velitel hasičů vypověděl, že rozkaz neobdržel. Podle výpovědi Ramony Africa, jedné ze dvou přeživších z domu, policie střílela na ty, kteří se pokoušeli uprchnout.

## Následky
Starosta Goode jmenoval vyšetřovací komisi s názvem Philadelphia Special Investigation Commission (PSIC, alias MOVE Commission), které předsedal William H. Brown, III. Komisař Sambor odstoupil v listopadu 1985.
Komise MOVE vydala svou zprávu 6. března 1986. Zpráva odsoudila kroky představitelů města a uvedla, že shození bomby na obsazený řadový dům bylo zcela neobhajitelné. Po vydání zprávy se Goode formálně veřejně omluvil. Nikdo z vedení města nebyl za útok stíhán. Jediná přeživší dospělá členka MOVE, Ramona Africa, odmítla vypovídat u soudu a byla obviněna a odsouzena za vyvolávání nepokojů a spiknutí a strávila sedm let ve vězení.
V roce 1996 federální porota v civilním procesu nařídila městu zaplatit odškodné ve výši 1,5 milionu dolarů přeživší Ramoně Africa a příbuzným dvou dalších lidí zabitých při  útoku. Porota kostatovala, že město použilo nepřiměřenou sílu a porušilo ústavní ochranu občanů před bezdůvodným hledáním a zabavováním podle čtvrtého dodatku ústavy. Ramona byla odškodněna 500 tisíci dolary za bolest, utrpení a fyzickou újmu způsobenou požárem.
V roce 2005 federální soudce Clarence Charles Newcomer předsedal civilnímu procesu, který zahájili obyvatelé požadující náhradu škody za to, že byli vysídleni po rozáhlé destrukci v domů v okolí v důsledku útoku. Porota jim přiznala nárok na odškodnění od města v celkové výši 12,83 milionu dolarů.
V listopadu 2020 schválila městská rada usnesení o formální omluvě za bombardování. Opatření také stanovilo 13. květen (tedy datum útoku) za den „pozorování, reflexe a opětovného přijetí závazků“.

## Osudy ostatků obětí
Od bombardování byly kosti dvou zemřelých dětí z budovy MOVE, čtrnáctiletého Tree a dvanáctileté Delishy, uloženy v Muzeu archeologie a antropologie Pensylvánské univerzity. V roce 2021 Billy Penn z WHYY-TV vypátral, že podle muzea byly ostatky převezeny vědcům z Princetonské univerzity, nicméně univerzita neměla informace o místě jejich uložení. Ostatky použila Janet Mongeová, mimořádná profesorka antropologie na Pensylvánské univerzitě a hostující profesorka stejného předmětu na Princetonské univerzitě, jako případovou studii ve videích pro online forenzní kurz s názvem „Real Bones: Adventures in Forensic Anthropology“ („Skutečné kosti: Dobrodružství forenzní antropologie“). Členové MOVE byli v šoku a proti tomuto použití kostí protestovali.
Město uvedlo, že ostatky zůstaly po bombardování rodinami nevyzvednuty. V květnu 2021 nicméně městský komisař pro zdraví Thomas Farley rezignoval poté, co vyšlo najevo, že v roce 2017 nařídil kremaci a likvidaci ostatků obětí, aniž by je identifikovali nebo kontaktovali členy rodin obětí. Den po Farleyho rezignaci pracovníci úřadu koronera v chladicím prostoru kanceláří úřadu našli krabici s nápisem „MOVE“ obsahující nezpopelněné ostatky. Mike Africa Jr. uvedl, že rodina se ještě nerozhodla, co s ostatky dělat.